# Napoleon (2023)
Napoleon is een Amerikaans-Britse film uit 2023, geregisseerd door Ridley Scott.

## Verhaal
De film is gebaseerd op het waargebeurde verhaal van Napoleon Bonaparte, en vertelt over zijn opkomst van militair tot de Franse machthebber en zijn relatie met keizerin Joséphine.

## Rolverdeling
| Acteur               | Personage                                  |
| -------------------- | ------------------------------------------ |
| Joaquin Phoenix      | Napoleon Bonaparte                         |
| Vanessa Kirby        | Joséphine de Beauharnais                   |
| Tahar Rahim          | Paul Barras                                |
| Ben Miles            | Armand Augustin de Caulaincourt            |
| Ludivine Sagnier     | Thérésia Cabarrus                          |
| Matthew Needham      | Lucien Bonaparte                           |
| Youssef Kerkour      | Louis Nicolas Davout                       |
| Phil Cornwell        | Charles-Henri Sanson                       |
| Édouard Philipponnat | Tsaar Alexander I                          |
| Ian McNeice          | Lodewijk XVIII                             |
| Rupert Everett       | Arthur Wellesley, 1e hertog van Wellington |
| Paul Rhys            | Charles-Maurice de Talleyrand              |
| Catherine Walker     | Marie Antoinette van Oostenrijk            |
| Gavin Spokes         | Jean-François-Auguste Moulin               |
| John Hollingworth    | Michel Ney                                 |
| Mark Bonnar          | Jean-Andoche Junot                         |
| Anna Mawn            | Marie Louise van Oostenrijk                |
| Davide Tucci         | Lazare Hoche                               |
| Sam Crane            | Jacques-Louis David                        |
| Scott Handy          | Louis Alexandre Berthier                   |

## Productie
De productie begon in februari 2022. De film bevat zes grote gevechtssequenties, in tegenstelling tot Waterloo (1970), een andere film met Napoleon, die zich op één veldslag concentreerde. De filmopnames vonden plaats in maart 2022 in Lincoln (Engeland) met opnames in de kathedraal van Lincoln op 17 en 18 maart. Er werd ook gefilmd op andere Engelse locaties: Stowe Avenue and House (Buckinghamshire), West Wycombe Park (Buckinghamshire), Blenheim Palace (Woodstock, Oxfordshire), Petworth House (West-Sussex), Boughton House (Kettering) en het Old Royal Naval College (Greenwich, Londen). De film werd ook gedurende drie weken opgenomen op Malta in mei 2022. Fort Ricasoli in Kalkara werd omgevormd tot de locatie van het Beleg van Toulon in 1793, waar Napoleon zijn eerste overwinning behaalde.

### Historische juistheid
Historicus Zack White zegt dat de film de toentertijdse Britse propaganda volgt waarin Napoleon als een "Corsicaanse schurk" voorgesteld werd. Ellin Stein, journalist voor Slate, wijst erop dat Napoleon, die uit een Corsicaanse familie van lagere adel kwam, gekend was voor zijn passie voor literatuur en verlichtingsdenken, in tegenstelling tot de saaie lompe soldaat die Scott ervan maakt.
Patrice Gueniffey, vooraanstaand kenner van Franse geschiedenis van Princeton, noemt de film "anti-Frans" en vol met historische onjuistheden.
Napoleon woonde de executie van Marie Antoinette op 16 oktober 1793 niet bij, omdat hij toen de troepen aanvoerde in Toulon. De film toont een verslagen Napoleon die Wellington ontmoet, terwijl de twee elkaar nooit persoonlijk ontmoet hebben. Geschiedkundige Michael Broers van Oxford, die aan de film meewerkte, merkt op dat de scheiding tussen Napoleon en Josephine gebeurde in 1809, dus niet voor de ontmoeting van Napoleon met Tsaar Alexander in 1807. Josephine wil scheiden in de film omdat ze met Napoleon geen kind kan krijgen, terwijl ze in werkelijkheid bang was om te scheiden. Josephine stierf de dag voor Napoleons verbanning naar Elba, niet een jaar later.
De film toont Napoleon die op de piramiden van Gizeh laat vuren (nooit gebeurd) vooraleer zich terug te trekken uit Egypte omwille van Josephines affaire; in werkelijkheid trok het Franse leger zich terug omwille van bevoorradingsproblemen, maar niet vooraleer de administratie in Caïro te hervormen en de Westerse studie van Egypte vooruit te stuwen. In een interview met The Times verdedigde Scott de weergave van de aanval op de piramiden als "een snelle manier om te zeggen dat Napoleon Egypte innam".
Du Quenoy bekritiseerde de voorstelling van de Napoleontische slagveldtactieken, met name de Austerlitz-sequentie, "een van de weinige slagen die de film in detail toont." Hij merkt op dat historici de hinderlaag op het ijs beschouwen als een mythe van de Austerlitz-campagne. Napoleon, die getraind was als officier van de artillerie, heeft nooit een aanval van de cavalerie geleid. Volgens hoogleraar Beatrice de Graaf bracht de film de kijker niet dichter bij Napoleon en ook niet bij de destructieve krachten die Napoleon ertoe brachten om dood en verderf te zaaien. Historicus Mathijs van der Loo bekritiseerde de keuze om de abdicatie van Napoleon in de film te koppelen aan diens veldtocht naar Rusland; iets dat Napoleon pas enige tijd later deed.

## Release en ontvangst
Napoleon ging op 14 november 2023 in première in de Salle Pleyel in Parijs. Voor de bioscooprelease van de film werkte Apple Original Films samen met Sony Pictures Releasing, onder de vlag van Columbia Pictures, om de film wereldwijd te vertonen. Na de première op 22 november 2023 in de bioscopen in de Verenigde Staten en het Verenigd Koninkrijk, werd hij vanaf 1 maart 2024 op Apple TV+ uitgezonden. De film kreeg gemengde kritieken van de filmcritici, met een score van 66% op Rotten Tomatoes, gebaseerd op 62 beoordelingen.

## Prijzen en nominaties
De belangrijkste:
| Jaar | Prijs                       | Categorie                  | Genomineerde(n)                                                            | Uitslag     |
| ---- | --------------------------- | -------------------------- | -------------------------------------------------------------------------- | ----------- |
| 2024 | British Academy Film Awards | Uitzonderlijke Britse film | Uitzonderlijke Britse film                                                 | Genomineerd |
| 2024 | British Academy Film Awards | Beste kostuumontwerp       | Dave Crossman en Janty Yates                                               | Genomineerd |
| 2024 | British Academy Film Awards | Beste grime en haar        | Jana Carboni, Francesco Pegoretti, Satinder Chumber en Julia Vernon        | Genomineerd |
| 2024 | British Academy Film Awards | Beste visuele effecten     | Henry Badgett, Neil Corbould, Charley Henley en Luc-Ewen Martin-Fenouillet | Genomineerd |
| 2024 | Satellite Awards            | Beste cinematografie       | Dariusz Wolski                                                             | Genomineerd |
| 2024 | Satellite Awards            | Beste kostuums             | David Crossman en Janty Yates                                              | Gewonnen    |
| 2024 | Satellite Awards            | Beste productieontwerp     | Arthur Max                                                                 | Genomineerd |
| 2024 | Satellite Awards            | Beste geluid               | James Harrison, Paul Massey, William Miller, Oliver Tarney en Rachael Tate | Genomineerd |
| 2024 | Satellite Awards            | Beste visuele effecten     | Henry Badgett, Neil Corbould, Charley Henley en Luc-Ewen Martin-Fenouillet | Genomineerd |